# Jiří Lobkowicz
Jiří Jan Lobkowicz (* 23. dubna 1956 Curych, Švýcarsko), celým jménem Jiří Jan Maria Melchior Lobkowicz je česko-švýcarský politik a finančník. Pochází z knížecí mělnicko-hořínské větve rodu Lobkowiczů. Byl předsedou politické strany Cesta změny (2001–2009), k roku 2010 byl místopředsedou Strany evropských demokratů, skupiny Evropského parlamentu.

## Osobní život
Je potomkem knížecí rodiny, která žije v českých zemích s výjimkou nuceného přerušení asi 800 let. Narodil se roku 1956 v Curychu jako druhý z dvojčat do rodiny Otakara Lobkowicze (1922–1995) a Zuzany Széchenyi (1932–2025). Pokud by nedošlo ke zrušení šlechtických titulů zákonem č. 61/1918 Sb., tak by jeho bratru Antonínu Lobkowiczovi připadl titul kníže a Jiřímu Janovi titul princ. 
V době komunistické vlády v Československu žil v zahraničí, ve švýcarské Ženevě. Po maturitě na jedné ze soukromých internátních škol na březích Ženevského jezera vystudoval na vysoké škole v St. Gallen, pak působil ve vyšších funkcích v některých větších bankách. Po pádu komunismu se vrátil do Československa a v roce 1990 přijal československé občanství.
V restitucích byl Jiřímu Janu Lobkowiczovi navrácen rodinný majetek, který byl jeho rodině znárodněn po nástupu komunistické vlády, mj. zámek Mělník a rozsáhlé polnosti a vinice. Pracoval také v různých poradenských funkcích, byl např. poradcem ministrů federální vlády, dále členem dozorčích rad několika společností.
Byl předsedou politické strany Cesta změny, kterou 2001 založil. Předtím byl také místopředsedou Unie svobody. V evropské politice vystupuje v liberálních i demokraticky katolických kruzích, jejichž představitele zve i na setkání do Čech, která často organizuje.
Aktivní je v Řádu maltézských rytířů, jehož je rytířem, a je praktikující katolík.

### Rodina

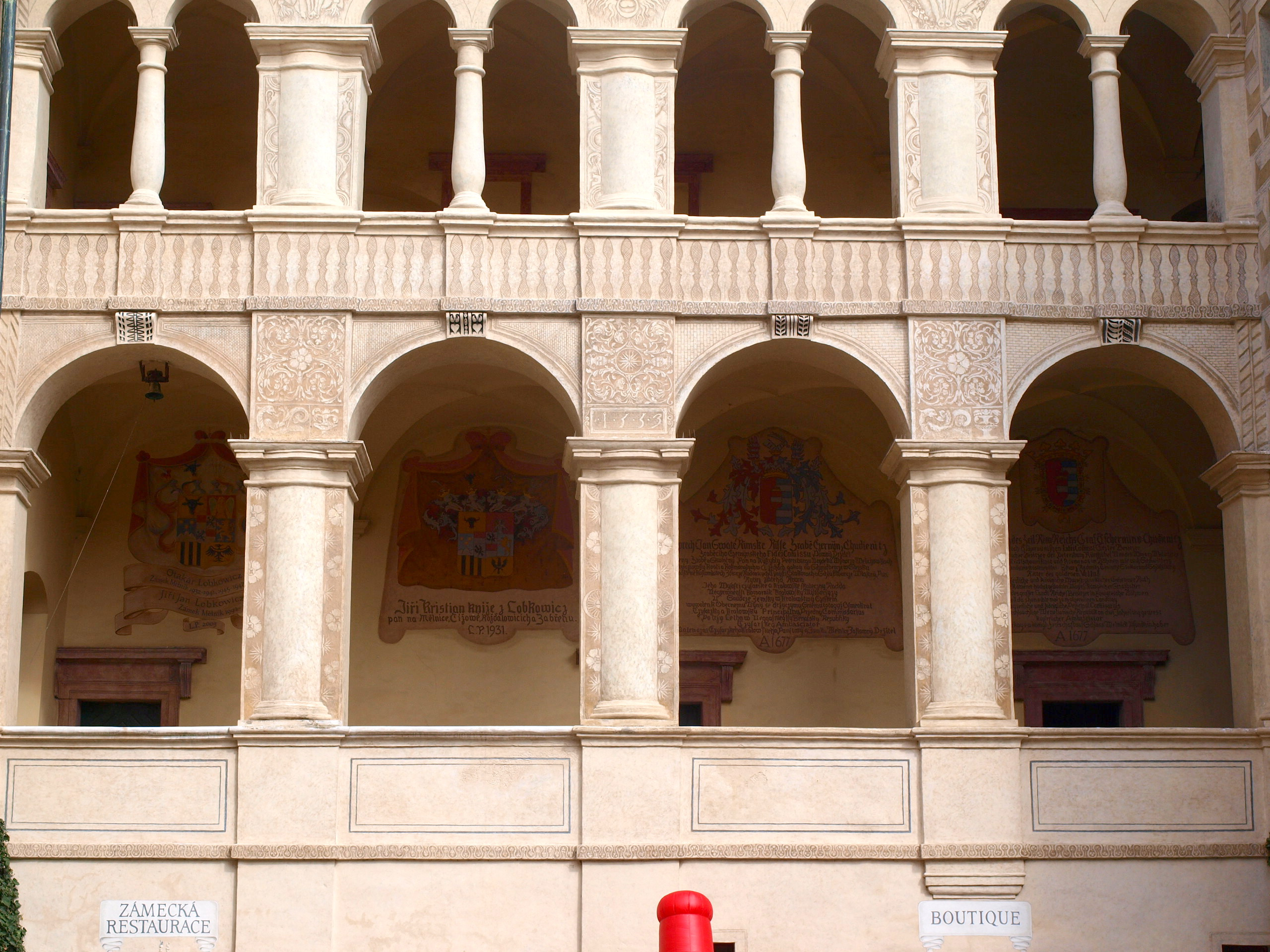
Ochoz na nádvoří mělnického zámku, erb zcela vlevo patří Jiřímu Janovi

Jiří Lobkowicz byl dvakrát ženatý. Poprvé se oženil 3. prosince 1988 v Morcote v kantonu Ticino se Švýcarkou Bettinou Egliovou (* 18. července 1958 Curych), dcerou továrníka Henriho Egliho a Hedwigy Naefové, která hovoří šesti jazyky. V roce 2011 se rozvedli. Bettina Lobkowiczová vystudovala vysokou školu ekonomickou. Pracovala pro Mezinárodní červený kříž a později jako investiční bankéřka v Curychu, poté v Londýně a už jako vdaná v Paříži. Než se přestěhovali v roce 1990 do Československa, bydleli v Monte Carlu. Manželství zůstalo bezdětné.
Druhou manželkou se stala operní pěvkyně Zdenka Belas (* 16. března 1978 Ústí nad Labem), čestná umělecká ředitelka Mezinárodního hudebního festivalu, pořádaného na mělnickém zámku. Dne 22. prosince 2011 se jim v pražské Podolské porodnici narodil syn Robert Christian Lobkowicz. 15. června 2012 uzavřeli partneři sňatek. Dne 2. března 2014 se jim narodil další syn Jakob Alexander. Ve čtvrtek 13. května 2021 oznámili manželé rozvod. 